# 虫亀村
虫亀村（むしがめむら）は、かつて新潟県古志郡にあった村。

## 沿革
- 1889年（明治22年）4月1日 - 町村制施行に伴い古志郡虫亀村が村制施行し、虫亀村が発足。
- 1901年（明治34年）11月1日 - 古志郡蓬沢村と合併し、太田村となり消滅。